# Округ Николас (Кентаки)
Николас (енгл. Nicholas County) је округ у америчкој савезној држави Кентаки.

## Демографија
По попису из 2010. године број становника је 7.135, што је 322 (4,7%) становника више него 2000. године.
| Група             | 2000.         | 2010.         |
| Белци             | 6.676 (98,0%) | 6.922 (97,0%) |
| Афроамериканци    | 57 (0,8%)     | 41 (0,6%)     |
| Азијати           | 8 (0,1%)      | 16 (0,2%)     |
| Хиспаноамериканци | 37 (0,5%)     | 98 (1,4%)     |
| Укупно            | 6.813         | 7.135         |